# Montnegre (Sant Celoni)
Montnegre es una entidad de población española del municipio de Sant Celoni, perteneciente a la provincia de Barcelona, en la comunidad autónoma de Cataluña.

## Historia
Hacia mediados del siglo XIX, el lugar, por entonces con ayuntamiento propio, sumaba con Fuirosos y La Batllòria una población de 216 habitantes. Aparece descrito en el undécimo volumen del Diccionario geográfico-estadístico-histórico de España y sus posesiones de Ultramar de Pascual Madoz con las siguientes palabras:

MONTNEGRE: l. cab. de ayunt., que forma con Fuirosos y Batlloría, en la prov., aud. terr., c. g. y dióc. de Barcelona (7 leg.), part. jud. de Arenis de Mar (3). sit. en terreno montuoso, con buena rentilacion y clima saludable. Tiene una igl. parr. (San Martin), servida por un cura de ingreso de provision real y ordinaria. El térm. confina con Fuirosos, Olsinellas, Orsaviñá y Arenis de Mar. El terreno es montuoso y pedregoso; le cruzan varios caminos locales. El correo se recibe de la cab. del part. prod.: trigo, centeno, cebada, maiz, vino y frutas; cria algun ganado y caza de diferentes especies. pobl. y riqueza unidas á las de Fuirosos y Batlloria, 38 vec., 216 alm. cap. prod. 1.788,400 rs. imp. 44,710.
(Madoz, 1848, p. 562)

## Demografía
| Gráfica de evolución demográfica de Montnegre entre 1842 y 1920 |
| |
| Población de derecho según los censos de población del INE. Población de hecho según los censos de población del INE.En este censo se denominaba Montnegre, Quirosos y La Batllora: 1842. En este censo se denominaba Monnegre: 1857. Entre el censo de 1930 y el anterior, este municipio desaparece porque se integra en el municipio San Celoní. |

El municipio de Montnegre desapareció de cara al censo de 1930, al incorporarse al de Sant Celoni.
En 2023, la entidad singular de población tenía empadronados 295 habitantes.